# Großer BDA-Preis
Der Große BDA-Preis ist ein 1963 in Berlin gestifteter Architekturpreis, mit dem der Bund Deutscher Architektinnen und Architekten in einem dreijährigen Turnus Architektinnen oder Architekten, Stadtplanerinnen oder Stadtplanern des In- und Auslands für ihre herausragenden Leistungen in Architektur oder Städtebau auszeichnet.

## Preisträger
- 1964: Hans Scharoun, Berlin
- 1966: Ludwig Mies van der Rohe, Chicago
- 1968: Egon Eiermann, Karlsruhe
- 1972: Günter Behnisch + Partner, Stuttgart
- 1973: Michael Eberl & Partner, München[2]
- 1975: Arbeitsausschuss des Evangelischen Kirchenbautages und Gottfried Böhm, Köln
- 1978: Carlfried Mutschler + Partner, Mannheim
- 1982: Frei Otto, Warmbronn
- 1987: Oswald Mathias Ungers, Köln
- 1990: Karljosef Schattner, Eichstätt
- 1993: Thomas Herzog, München
- 1996: Heinz Bienefeld, Swisttal (postum)
- 1999: Hanns Adrian, Hannover
- 2005: Meinhard von Gerkan und Volkwin Marg, Hamburg
- 2008: Joachim Schürmann und Margot Schürmann, Köln (postum)
- 2011: Volker Staab, Berlin
- 2014: Axel Schultes, Berlin
- 2017: Peter Zumthor, Haldenstein
- 2020: Anne Lacaton und Jean-Philippe Vassal, Paris
- 2023: Inken Baller & Hinrich Baller